# 大好真真子
大好真真子（日语：／ Ooosuki Mamako）是日本輕小說系列《普通攻擊是全體二連擊，這樣的媽媽你喜歡嗎？》的女主角，由井中那智麻和飯田ぽち所創。在作品中，真真子對於她的兒子大好真人十分溺愛，不過有關行為往往令後者感到惱火。他們倆後來被傳送到遊戲世界當中，成為封測玩家。真真子在遊戲中得到極強技能，令真人的戰鬥表現不及她。
在改編動畫中，真真子由茅野愛衣配音。她之前亦在輕小說的宣傳片中擔任真真子的聲優。儘管真真子在這部作品中具有一定人氣，但評論者對她的評價褒貶不一。他們對於角色的個性和外表表示好評，但亦有評論者批評她的角色發展欠佳。

## 角色設計
大好真真子於2017年1月20日推出的輕小說《普通攻擊是全體二連擊，這樣的媽媽你喜歡嗎？》第一卷中首度登場。她是這部作品的女主角，同時亦是男主角大好真人的媽媽。 真真子由作者井中だちま所創，角色形象則由插畫家飯田ぽち負責繪畫。井中於2019年4月接受訪問時，被問及為何把母親設定為女主角。井中对此回应道，他在觀看電視節目時突然聽到「媽媽」一詞，於是便產生靈感。井中同時表示，自己在撰寫這部小說時，便把真真子設想成不斷以能力超越自身兒子的漂亮女性 。
真真子的聲優茅野愛衣在2019年5月的一次訪問中說道，在現實中很少會遇到真真子這樣的人。茅野亦認為真真子是個擁有「完美身材」的女強人——即使別人看到她的祼體，她也不會感到羞恥。茅野認為這部輕小說並不符合男女主角相戀的主流套路，因為它描繪的是一段親子關係。茅野在另一則訪問中亦提到，與陪伴兒子旅行的母親相比，真真子更像是「吉祥物般的[角色]」。茅野在為真真子配音時，會注重「真真子的印象」，以望她更有人性。

## 作中表現

### 本編
某一天，真真子因為跟兒子真人一起填寫了政府問卷，而成為封測玩家，一起進入日本政府製作的遊戲世界當中。她在遊戲世界的初次禮包中獲得「后土之劍」和「藍海之劍」，使之可以對地面怪物和水中怪物使出擁有強大攻撃力的全體攻撃和二連撃。這令她即使對遊戲一竅不通，亦能成為這部遊戲的強力玩家，實力甚至超過真人。她之後在遊戲學習了不同技能，比如「母親之牙」（能夠找到兒子所在地的技能）、「母親之光」（能讓自身發光的技能）。
真真子在跟真人一起踏上旅途時，認識了其他測試玩家，比如華茲、波塔、梅迪。她之後以自身的戰鬥能力和經驗，協助解決其他測試玩家跟母親的相處問題。有時候她甚至在無自覺的情況下順利解決之。她擅長做家務和跟人相處，曾在考驗家事能力的遊戲活動「天下第一母道會」中獲得冠軍。真真子的表現更令遊戲系統「感到憧憬」，使之按照她的各項資訊創造出「HAHAKO」這名角色。

### 其他作品
真真子在改編自輕小說的漫畫中亦有登場，它由冥茶負責作畫。茅野愛衣在為改編動畫配音之前，就已經在輕小說的宣傳片中擔任真真子的聲優。除此之外，真真子還在以原作為主題的网页游戏和中學英語學習參考書中亮相。

## 各界反應

### 媒體評論
THEM動畫評論網的艾伦·穆迪（Allen Moody）寫道，與作品中登場的其他母親相比，真真子顯得更像是個「聖人」，他同時強調她是動畫中「最為性感的女性」；穆迪認為，真真子在動畫中的主要角色就是為劇情增添殺必死。他之後亦把真真子跟真人放在一起比較，然後结論道：真真子雖較為無憂無慮，但她於遊戲內的戰鬥表現卻比真人好——這令他「感到沮丧」。
動畫新聞網的史蒂夫·琼斯（Steve Jones）在評論《普通攻擊是全體二連擊，這樣的媽媽你喜歡嗎？》時，特地讚揚了真真子的外表，同時亦提到她的殺必死場面，認為「她衣不蔽体的樣子會在節目中不時出現」。琼斯及後發表了另一則評論 ，於當中稱真真子是個有趣角色。他表示：「她漫不經心的評論能為節目增添更多風味」。他亦喜歡真真子以自身力量「成為民間英雄」的劇情編排。琼斯在第三則評論中批評真真子在節目中的角色發展，認為它並沒有深入刻畫真真子跟真人以外的關係。漫畫書資源網的比宾·阿迪卡里（Bipin Adhikari）形容真真子是「不費吹灰之力便能打倒敵人的強大母親」。

### 週邊
廠商推出了幾款與真真子相關的可動人偶。2019年7月28日至9月29日，Aniplex+的線上商店開放給顧客預約真真子的1/7比例衣服溶解模型。2020年2月26日，另一款1/7比例真真子模型亦開放給顧客預約，同年6月開售。Good Smile Company在2020年12月宣佈，它將在2021年1月27日推出1/7比例真真子兔女郎裝模型。

## 外部連結
- 官方介紹 （页面存档备份，存于）（日語）